# Andrea Balestrieri
Andrea Balestrieri (Parma, 2 maggio 1959) è un pilota motociclistico italiano, specializzato nei rally raid.
Vanta un terzo posto al Rally Dakar (1986) su sette partecipazioni alla corsa africana.

## Carriera
Pioniere italiano alla Dakar è stato il primo a concluderne una (1983), il primo a giungere nella top ten (1984) ed il secondo a conquistare il podio (1986), un anno dopo Franco Picco.
Vincitore, su Aprilia Tuareg, della prima edizione del Rally di Sardegna nel 1984. Oggi si occupa di marketing ed organizzazione eventi.

## Palmarès
1984
Sardegna Rally Race:  - classifica generale (Aprilia)
1986
Rally Dakar:  - classifica generale moto (Honda)

### Al Rally Dakar
| Anno | Categoria | Mezzo                   | Pos. |
| ---- | --------- | ----------------------- | ---- |
| 1983 | Moto      | Yamaha XT 550           | 24º  |
| 1984 | Moto      | Yamaha XT 550           | 7º   |
| 1985 | Moto      | Honda XR 600            | Rit. |
| 1986 | Moto      | Honda XR 600            | 3º   |
| 1987 | Moto      | Honda XR 600            | Rit. |
| 1988 | Moto      | Honda XR 600            | Rit. |
| 1989 | Moto      | Aprilia Tuareg Wind 600 | Rit. |